# Сборная Гвинеи по футболу
Сборная Гвинеи по футболу представляет Гвинею в международных матчах и турнирах по футболу. Управляющая организация — Гвинейская федерация футбола.

## История
Сборная Гвинеи ни разу не принимала участия в финальных турнирах чемпионатов мира, а наивысшее достижение в розыгрышах Кубка африканских наций — второе место — датируется 1976 годом.
Несмотря на это, гвинейская сборная в начале XXI века на трёх Кубках африканских наций выходила в четвертьфинал (в 2004, 2006 и 2008 годах). В 2015 году гвинейцы вновь вышли в 1/4 финала Кубка африканских наций (поражение 0:3 от Ганы).

## Чемпионат мира
- 1930 — 1962 — не принимала участия
- 1966 — снялась с турнира
- 1970 — не допущена до соревнований решением ФИФА
- 1974 — 1998 — не прошла квалификацию
- 2002 — дисквалифицирована по ходу отборочного турнира
- 2006 — 2022 — не прошла квалификацию

## Кубок африканских наций
- 1957 — 1962 — не принимала участия
- 1963 — дисквалифицирована
- 1965 — не прошла квалификацию
- 1968 — не прошла квалификацию
- 1970 — групповой этап
- 1972 — не прошла квалификацию
- 1974 — групповой этап
- 1976 — Вице-чемпион
- 1978 — не прошла квалификацию
- 1980 — групповой этап
- 1982 — 1992 — не прошла квалификацию
- 1994 — групповой этап
- 1996 — не прошла квалификацию
- 1998 — групповой этап
- 2000 — не прошла квалификацию
- 2002 — дисквалифицирована
- 2004 — четвертьфинал
- 2006 — четвертьфинал
- 2008 — четвертьфинал
- 2010 — не прошла квалификацию
- 2012 — групповой этап
- 2013 — не прошла квалификацию
- 2015 — четвертьфинал
- 2017 — не прошла квалификацию
- 2019 — 1/8 финала
- 2021 — 1/8 финала
- 2023 — четвертьфинал
- 2025 — не прошла квалификацию

## Достижения
- Кубок Амилькара Кабрала — Победитель (1981, 1982, 1987, 1988, 2005)

## Состав сборной
Следующие игроки были вызваны в состав сборной главным тренером Дидье Сиксом для участия в матчах отборочного турнира чемпионата мира 2022 против сборной Судана (6 октября 2021) и (9 октября 2021) и сборной Марокко (12 октября 2021).
Игры и голы приведены по состоянию на 1 сентября 2021 года:
| № | Позиция | Игрок                | Дата рождения / возраст    | Матчи | Голы | Клуб                 |
| - | ------- | -------------------- | -------------------------- | ----- | ---- | -------------------- |
|   | Вр      | Мусса Камара         | 27 ноября 1998 (26 лет)    | 16    | 0    | Хоройя               |
|   | Вр      | Али Кейта            | 8 декабря 1986 (38 лет)    | 15    | 0    | Эстерсунд            |
|   | Вр      | Мохамед Камара       | 16 марта 2000 (25 лет)     | 0     | 0    | Калум                |
|   |         |                      |                            |       |      |                      |
|   | Защ     | Иссиага Силла        | 1 января 1994 (31 год)     | 57    | 2    | Тулуза               |
|   | Защ     | Флорентен Погба      | 19 августа 1990 (34 года)  | 29    | 0    | Сошо                 |
|   | Защ     | Симон Фалетт         | 19 февраля 1992 (33 года)  | 15    | 0    | Хатайспор            |
|   | Защ     | Абдулай Сиссе        | 13 февраля 1996 (29 лет)   | 14    | 1    | Коджаэлиспор         |
|   | Защ     | Ибраима Конте        | 3 апреля 1996 (29 лет)     | 12    | 0    | Ньор                 |
|   | Защ     | Мохамед Али Камара   | 28 августа 1997 (27 лет)   | 7     | 0    | Янг Бойз             |
|   | Защ     | Мохамед Калил Траоре | 9 июля 2000 (25 лет)       | 6     | 0    | Хапоэль Тель-Авив    |
|   | Защ     | Усман Канте          | 21 сентября 1989 (35 лет)  | 6     | 0    | Париж                |
|   | Защ     | Саиду Сов            | 4 июля 2002 (23 года)      | 4     | 0    | Сент-Этьен           |
|   | Защ     | Па Конате            | 25 апреля 1994 (31 год)    | 4     | 0    | Ботев Пловдив        |
|   | Защ     | Абдулай Силла        | 10 апреля 2000 (25 лет)    | 2     | 0    | Нант                 |
|   |         |                      |                            |       |      |                      |
|   | ПЗ      | Ибраима Конте        | 3 апреля 1991 (34 года)    | 47    | 3    | Бней Сахнин          |
|   | ПЗ      | Наби Кейта           | 10 февраля 1995 (30 лет)   | 40    | 8    | Ливерпуль            |
|   | ПЗ      | Мади Камара          | 28 февраля 1997 (28 лет)   | 18    | 1    | Олимпиакос Пирей     |
|   | ПЗ      | Амаду Диавара        | 17 июля 1997 (28 лет)      | 13    | 0    | Рома                 |
|   | ПЗ      | Морлае Силла         | 23 июля 1998 (27 лет)      | 12    | 3    | Хоройя               |
|   | ПЗ      | Ибраима Сиссе        | 28 февраля 1994 (31 год)   | 9     | 1    | Серен                |
|   | ПЗ      | Мамаду Кейн          | 22 января 1997 (28 лет)    | 6     | 1    | Нефтчи Баку          |
|   | ПЗ      | Ибраима Камара       | 25 января 1999 (26 лет)    | 5     | 1    | Морейренсе           |
|   | ПЗ      | Агибу Камара         | 20 мая 2001 (24 года)      | 3     | 0    | Олимпиакос Пирей     |
|   |         |                      |                            |       |      |                      |
|   | Нап     | Франсуа Камано       | 2 мая 1996 (29 лет)        | 37    | 7    | Локомотив Москва     |
|   | Нап     | Демба Камара         | 7 ноября 1994 (30 лет)     | 20    | 3    | МАС Фес              |
|   | Нап     | Хосе Канте           | 27 сентября 1990 (34 года) | 15    | 3    | Цанчжоу Майти Лайонс |
|   | Нап     | Сори Каба            | 10 апреля 1995 (30 лет)    | 15    | 3    | Ауд-Хеверле Лёвен    |
|   | Нап     | Ахмад Мендес Морейра | 27 июня 1995 (30 лет)      | 3     | 0    | ПАС Янина            |
|   | Нап     | Мохамед Байо         | 4 июня 1998 (27 лет)       | 2     | 0    | Клермон Фут          |
|   | Нап     | Момо Янсане          | 29 июля 1997 (28 лет)      | 0     | 0    | Шериф Тирасполь      |

## Известные футболисты
- Бобо Бальде
- Исмаэль Бангура
- Каба Диавара
- Камиль Заятт
- Умар Калабан
- Тити Камара
- Фоде Мансаре
- Пабло Тиам
- Ибраима Траоре
- Паскаль Фейндуно
- Сулейман Юла
- Ибрагим Яттара
- Кемоко Камара
- Наби Яттара
- Наби Кейта

## Форма

### Домашняя
| 2010—2012 | 2012—2015 · КАН-2012 | 2015—2016 · КАН-2015 | 2019—2021 · КАН-2019 | 2021—2022 | 2022—2024 · КАН-2021 | 2024—н. в. · КАН-2023 |

### Гостевая
| 2010—2012 | 2012—2015 · КАН-2012 | 2015—2016 · КАН-2015 | 2019—2021 · КАН-2019 | 2021—2022 | 2024—н. в. · КАН-2023 |

### Резервная
| 2021—2022 | 2022—2024 · КАН-2021 |

Источники:,